# Paul Amman
Paul Amman (Breslávia, 31 de agosto de 1634 – Leipzig, 4 de fevereiro de 1691) foi um médico e botânico alemão.

## Biografia
Amman nasceu em Breslau (atual Breslávia) em 1634. Em 1662 recebeu o grau de doutor em Física pela Universidade de Leipzig, e em 1664 foi admitido como membro da Academia Naturae Curiosorum, sob o nome de Dryander. Pouco tempo depois foi eleito professor extraordinário de Medicina na universidade acima mencionada, e em 1674 foi promovido à cadeira de Botânica, que ele novamente em 1682 trocou pela de Fisiologia. Amman morreu em Leipzig em 1691. Parece ter sido um homem de espírito crítico e de grande conhecimento.

## Obras
Seus principais trabalhos são:
- Medicina Critica (1670)
- Paraenesis ad Docentes occupata circa Institutionum Medicarum Emendationem (1673)
- Supellex Botanica, hoc est: Enumeratio Plantarum, Quae non solum in Horto Medico Academiae Lipsiensis, sedetiam in aliis circa Urbem Viridariis, Pratis ac Sylvis &c. progerminare solent: cui Brevis accessit ad Materiam Medicam in usum Philiatrorum Manuductio (1675)
- Character Plantarum Naturalis (1676)
- Irenicum Numae Pompilii cum Hippocrate (1689)

## Homenagens
O cirurgião e botânico escocês William Houstoun deu o nome de Ammannia ao gênero botânico pertencente à família Lythraceae em sua homenagem. Carl von Linné, mais tarde, adotou também esse nome.